# Apamea perpensa
Apamea perpensa är en fjärilsart som beskrevs av Augustus Radcliffe Grote 1881. Apamea perpensa ingår i släktet Apamea och familjen nattflyn. Inga underarter finns listade i Catalogue of Life.